# I Want It All
"I Want It All" je singl britanskog rock sastava Queen kojeg je napisao gitarist Brian May. Singl je objavljen 2. svibnja 1989., kao prvi nakon gotovo pune tri godine, ali i prvi s njihovog novog albuma The Miracle. Na B-strani objavljena je "Hang on in There" koja nije objavljena na albumu. Singl se popeo na 3. mjesto britanske top ljestvice singlova.
Pjevač Freddie Mercury se za potrebe snimanja spota pojavljuje pred kamerama neobrijan, kako bi sakrio tragove AIDS-a, od kojeg je obolio dvije godine prije. Također zbog Mercuryjeve bolesti sastav nije otišao na turneju za promociju albuma.
Pjesma je napisana za borbu protiv apartheida u Južnoafričkoj Republici. Brian May je pjesmu napisao inspiriran svojom suprugom glumicom Anitom Dobson koja je često govorila: "I want it all and I want it now" odnosno "Želim sve i želim sada". Pjesma je objavljena je na kompilacijama "Greatest Hits II" iz 1991. godine i "Queen Rocks" iz 1997. godine.

## Vanjske poveznice
- Tekst pjesme I Want It All